# Лашковицы
Лашко́вицы — деревня Бегуницкого сельского поселения Волосовского района Ленинградской области.

## История
Впервые упоминается в Писцовой книге Водской пятины 1500 года как село Лазковичи в Ильинском Заможском погосте Копорского уезда.
Затем как деревня Laschouitza by в Заможском погосте в шведских «Писцовых книгах Ижорской земли» 1618—1623 годов.
На карте Ингерманландии А. И. Бергенгейма, составленной по шведским материалам 1676 года, она обозначена как деревня Laskowits.
На шведской «Генеральной карте провинции Ингерманландии» 1704 года — как Laschovitsbÿ.
Как деревня Ласковицы она обозначена на «Географическом чертеже Ижорской земли» Адриана Шонбека 1705 года.
Как деревня Лошковиц она упомянута на карте Ингерманландии А. Ростовцева 1727 года.
На карте Санкт-Петербургской губернии Я. Ф. Шмидта 1770 года обозначены две деревни Лашковицы: одна из них — на месте современных Лашковиц, вторая, расположенная к востоку от деревни Бегуницы — современные Большие Лашковицы.

ЛАШКОВИЦЫ — деревня принадлежит жене адмирала Моллер, число жителей по ревизии: 57 м. п., 52 ж. п. (1838 год)

Согласно карте Ф. Ф. Шуберта в 1844 году деревня Русские Лашковицы насчитывала 22 крестьянских двора.
В пояснительном тексте к этнографической карте Санкт-Петербургской губернии П. И. Кёппена 1849 года она записана как деревня Laschkowizy (Лашковицы) и указано количество её жителей на 1848 год: ижоры — 48 м. п., 50 ж. п., всего 98 человек, которые относились к православному Бегуницкому Михайловскому приходу
Согласно 9-й ревизии 1850 года деревня Русские Лашковицы принадлежала помещице Юлии Фёдоровне Моллер.

ЛАШКОВИЦЫ — деревня адмиральши Моллер, по просёлочной дороге, число дворов — 17, число душ — 51 м. п. (1856 год)

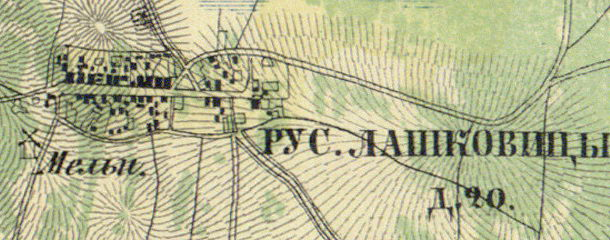
План деревни Лашковицы. 1860 год

Согласно «Топографической карте частей Санкт-Петербургской и Выборгской губерний» в 1860 году деревня Русские Лашковицы насчитывала 20 дворов, в деревне располагалась ветряная мельница.

ЛОШКОВИЦЫ РУССКИЕ — деревня владельческая при колодцах, число дворов — 17, число жителей: 46 м. п., 53 ж. п. (1862 год)

В 1867 году временнообязанные крестьяне деревни Русские Лошковицы выкупили свои земельные наделы у Ю. Ф. фон Моллер и стали собственниками земли.
В 1869 году у Н. Е. Сиверса свои земельные наделы выкупили временнообязанные крестьяне деревни Лашковицы.
В конце XIX — начале XX века деревня административно относилась к Бегуницкой волости 2-го стана Петергофского уезда Санкт-Петербургской губернии.
С 1917 по 1921 год деревня Русские Лашковицы входила в состав Русско-Лашковицкого сельсовета Бегуницкой волости Петергофского уезда.
С 1921 года в составе Местановского сельсовета.
С 1923 года в составе Гатчинского уезда.
Согласно переписи населения СССР 1926 года в деревне Русские Лашковицы Местановского сельсовета Бегуницкой волости Троцкого уезда проживали 137 человек, все русские, кроме трёх латышей.
С 1927 года в составе Волосовского района.
В 1928 году население деревни Русские Лашковицы также составляло 137 человек.
По данным 1933 года деревня называлась Лашковицы и входила в состав Местановского сельсовета Волосовского района.

План деревни Лашковицы. 1938 год

Согласно топографической карте 1938 года деревня называлась Лошковицы и насчитывала 21 двор.
C 1 сентября 1941 года по 31 декабря 1943 года деревня находилась в оккупации.
С 1963 года в составе Кингисеппского района.
С 1965 года вновь в составе Волосовского района. В 1965 году население деревни Русские Лашковицы составляло 64 человека.
По данным 1966 года деревня называлась Русские Лашковицы и находилась в составе Местановского сельсовета.
По данным 1973 и 1990 годов деревня называлась Лашковицы и также входила в состав Бегуницкого сельсовета.
В 1997 году в деревне проживали 13 человек, в 2002 году — 15 человек (русские — 86 %), в 2007 году — 11.

## География
Деревня расположена в северной части района на автодороге 41К-014 (Волосово — Керново).
Расстояние до административного центра поселения деревни Бегуницы — 8 км.
Расстояние до ближайшей железнодорожной станции Волосово — 35 км.

## Демография
| 1862 | 2002 | 2007 | 2010 | 2017 |
| ---- | ---- | ---- | ---- | ---- |
| 99   | ↘15  | ↘11  | ↗31  | ↗47  |

### Национальный состав
Согласно данным Всероссийской переписи населения 2021 года в деревне проживали 37 человек, из них:
 русские — 32, кумыки — 4, украинцы — 1 человек.

## Транспорт
Через деревню проходит автобусный маршрут № 33 (Волосово — Кирово).

## Достопримечательности
- Близ деревни находится курганно-жальничный могильник XI—XIV веков[34].